# Now Only
《Now Only》(나우 온리)는 미국의 인디 록 밴드 마운트 이리의 아홉 번째 음반이다. 마운트 이리는 음악가 필 엘버럼이 혼자서 운영하는 밴드로, 2017년에 발매한 《A Crow Looked at Me》 이후 두 번째로 만화가이자 음악가, 그리고 엘버럼의 첫 번째 아내였던 주느비에브 카스트리의 죽음에 대해 노래하고 있다. 2018년 3월 16일 P.W. 엘버럼 & 선, Ltd.를 통하여 발매됐다.

## 평가
| 전문가 평가     | 전문가 평가 |
| 총 점수         | 총 점수     |
| 출처            | 점수        |
| --------------- | ----------- |
| AnyDecentMusic? | 8.3/10      |
| 메타크리틱      | 82/100      |
| 평가 점수       |             |
| 출처            | 점수        |
| AllMusic        | [ 3 ]       |
| The A.V. Club   | A−          |
| Exclaim!        | 9/10        |
| The Guardian    | [ 6 ]       |
| The Independent | [ 7 ]       |
| Paste           | 9.0/10      |
| Pitchfork       | 8.5/10      |
| PopMatters      | 7/10        |
| Uncut           | 6/10        |
| Vice            | A           |

《Now Only》는 음악 평단으로부터 찬사를 받았다. 주요 출판물의 리뷰를 모아 100점 만점으로 점수화시키는 리뷰 애그리게이터 웹사이트 메타크리틱에서는 19개의 리뷰를 통하여 82점이 나와 "전반적인 극찬" 단계가 되었다.

### 목록
《Now Only》는 올뮤직, 데일리 에메랄드, 디지털 트렌즈, 이어버디, 익스클레임!, KCPR, 라우드 앤 콰이어트, 노이지, NPR, 피치포크, 시애틀 타임스, 스키니, 슬레이트, 타이니 믹스 테이프스, 트레블레진 등의 출판물에서 올해의 음반 목록에 올랐다. 또한 〈Tintin in Tibet〉, 〈Distortion〉과 〈Now Only〉는 트레블레진, 피치포크, 피닉스 뉴 타임스의 올해의 노래 목록에 각각 이름을 올렸다. 미국의 싱어송라이터 케빈 모비는 이 음반을 자신의 2018년 최고의 음반으로 꼽았다.

## 트랙 리스트
전체 작사·작곡: 필 엘버럼
| #            | 제목                                | 재생 시간 |
| ------------ | ----------------------------------- | --------- |
| 1.           | 〈Tintin in Tibet〉                 | 4:37      |
| 2.           | 〈Distortion〉                      | 10:58     |
| 3.           | 〈Now Only〉                        | 5:54      |
| 4.           | 〈Earth〉                           | 5:52      |
| 5.           | 〈Two Paintings by Nikolai Astrup〉 | 9:22      |
| 6.           | 〈Crow, Pt. 2〉                     | 6:50      |
| 총 재생 시간 | 총 재생 시간                        | 43:33     |

## 크레딧
- 필 엘버럼 - 작사 및 작곡, 보컬, 프로듀싱, 믹싱, 기타, 베이스, 드럼, 피아노, 키보드

## 발매 일정
| 지역 | 레이븕            | 포맷                     | 카테고리 | 출처   |
| ---- | ----------------- | ------------------------ | -------- | ------ |
| 미국 | P. W. 엘버럼 & 선 | 더블 LP, 디지털 다운로드 | ELV041   | [ 32 ] |
| 일본 | P. W. 엘버럼 & 선 | CD                       | EPCD105  | [ 32 ] |